# 六車智香
六車 智香（むぐるま ちか）は、日本のソプラノ歌手。夫はピアニストの金子正樹。

## 略歴
熊本県出身。大阪音楽大学音楽学部声楽専攻卒業。

## 受賞
- 第3回長江杯国際音楽コンクール声楽部門第1位。
- 1997年4月、イタリア声楽コンコルソ・シエナ大賞受賞。